# Santuari Nacional d'Ampay
El Santuari Nacional d'Ampay (Perú) es va establir el 23 de juliol de 1987, mitjançant Decret Suprem Nº 042-87-Ag. El seu nom es deu al cim Ampay que custodia la ciutat d'Abancay i és també el nom dels boscos que cobreixen els turons veïns. És en el departament d'Apurímac, província d'Abancay, districte de Tamburco. Té una superfície de 3.635,5 ha. L'objectiu principal del Santuari Nacional d'Ampay és la protecció d'un relicte de bosc d'intimpa en associació amb fauna silvestre i les dues llacunes principals. El santuari acull dos llacs, dels quals el més espectacular és el Uspaccocha que aparenta ser un cràter gegantí. En les seves aigües es reflecteixen els cims nevats del Ampay.
La seva fauna silvestre està formada per mamífers com la guineu andina (Pseudalopex culpaeus), el cérvol de Virgínia (Odocoileus virginianus), un rosegador anomenat Lagidium peruanum, el huemul septentrional (Hippocamelus antisensis) i aus com la gavina andina (Larus serranus) i el dels Andes (Vultur gryphus). La guineu andina està en perill d'extinció, ja que els habitants de la zona la solen caçar habitualment.
La flora més emblemàtica és la intimpa (Podocarpus glomeratus) que creix formant boscos als vessants. La presència de vegetació a grans altituds dona lloc a escenaris de gran bellesa, que contrasten amb les neus perpètues dels cims i amb l'aridesa dels turons circumdants. Així podem trobar bells paratges esquitxats de gegantins arbusts com la Lupinus amb flors blaves i herbàcies amb flors grogues conegudes com a zapatitos (Calceolaria sp.), així com altres diverses espècies d'orquídies.